# Kniha v čínské kultuře
Kniha v čínské kultuře od nepaměti představuje znak moudrosti a vzdělanosti. Kniha prostupuje celou společnost čínského světa, a projevuje se v mnohých jejích aspektech. Znakovost knihy, coby symbolu učenosti, prostoupila i do běžného jazyka, a sice skrze četná idiomatická spojení; například „učená rodina“ (書香世家, šu-siang č’-ťia; význam: rodinní příslušníci patří do rodiny učenců, s přesahem na dřívější generace) či „obklopen knihami“ (挾筴讀書, sie cche tu-šu; význam: pilný student).
Archetypální symbolika knihy jako symbolu znalostí a moudrosti je živá i dnes, a sice v kontextu čínské tradice zvané čua-čou (抓週), která se koná v jednom roce věku dítěte a spočívá v jeho intuitivním vybrání si z předmětů před ním postavených – výběr má předpovědět jeho budoucí povolání či úspěšný život; mezi tyto předměty patří například: pero a inkoust (spisovatel, žurnalista), pečeť (úředník), počítadlo (obchodník, účetní) a samozřejmě i kniha, symbol učenosti (kariérní dráha vzdělance). Jedná se tak o přetrvávající koncept, který není cizí ani západní či blízkovýchodní civilizaci, neboť i v těchto kulturních okrscích je kniha znakem vzdělanosti. Ostatně celá čínská civilizace je prodchnuta skutečností, že se její myšlenkové systémy vždy opíraly o knihy, ať už to bylo „pět klasických knih“ a „čtyři knihy“ konfucianismu, Tao Te ťing taoismu, Chan Fej-c’ legismu apod.
Tradiční znak pro knihu 書, šu půjčil svou grafickou podobu i pro jednu z tzv. „tří dokonalostí“, mezi něž patří malba, literatura a kaligrafie (書, šu).  Všechny tyto tři disciplíny jsou spolu nerozlučně spjaty, stejně jako ona „šestice konfuciánských dovedností“, které by si měl osvojit každý učený jedinec na své cestě za ideálem ušlechtilého člověka – znalost a důsledné praktikování rituálů, znalost matematiky, um hudby, vozatajství, lukostřelby a konečně opět kaligrafie.
Knihy v Číně v průběhu věků nabývaly rozličných podob – od svázaných bambusových proužků, přes svitky a šité kapsovité vazby. Poslední zmíněná je dnes právě onou podobou, kterou dnešní čínská (resp. sinitická) společnost spojuje s konceptem vzdělanosti.
I v čínském prostředí v průběhu staletí v některých případech docházelo k likvidaci, především tedy pálení, nepohodlných publikací, které se zásadně rozcházely s ideologickým smýšlením daného režimu. Například za vlády prvního císaře Čchin Š’-chuang-tiho (vládl 221–210 př. n. l.) a jeho kancléře Li S’ došlo, v duchu nejpřísnějšího legismu, pálení konfuciánských textů i dalších klasických knih. Vlastnění těchto filozofických textů v této době se rovnalo hrdelnímu zločinu. Jan Hybner ve své knize Knižní vazba z Dunhuangu zmiňuje i uskladnění vyřazených či z různých důvodů odmítnutých publikací k pozdější revizi, což byla praxe uplatňovaná v klasické Číně. Tuto skutečnost vysvětluje tím, že z náboženských důvodů bylo zapovězeno tyto staré listiny skartovat, či dokonce pálit. Dalším případem ničení písemných památek bylo revoluční obrazoborectví v období kulturní revoluce.